# Alexandre Laferrière
Pour les articles homonymes, voir Laferrière.
Alexandre Laferrière est un scénariste québécois, né à Montréal en 1973. 
Il a notamment écrit le scénario de Félix et Meira, consacré meilleur film canadien au Festival international du film de Toronto en 2014, et qui a également été choisi pour représenter le Canada aux Oscars (février 2016), dans la catégorie du meilleur film en langue étrangère.

## Courts-métrages
- 2005 : Le Rouge au sol[2]
- 2005 : Le Gros Boutte du bâton
- 2006 : Les Jours
- 2013 : La Tête en bas

## Longs-métrages
- 2008 : Demain
- 2010 : Jo pour Jonathan
- 2014 : Félix et Meira
- 2018 : La Grande Noirceur

## Prix et nominations
- 2006 - Le Rouge au sol Nomination : Jutra du meilleur court et moyen métrage.
- 2008 - Demain : mention spéciale du jury au Festival du film francophone de Tübingen.
- 2010 - Jo pour Jonathan : Prix Coup de cœur du public, 3e édition du festival de cinéma les Percéides en Gaspésie (août 2011)[3].
- 2014 - Félix et Meira : Meilleur film canadien, Festival international du film de Toronto[4].
- 2014 - Félix et Meira : Louve d’or du meilleur long métrage de la compétition internationale du Festival du nouveau cinéma[5].
- 2014 - Félix et Meira : Prix du meilleur film canadien au Festival du film francophone en Acadie.
- 2014 - Félix et Meira : Prix du public au Festival Arte Mare de Bastia (Corse).
- 2014 - Félix et Meira : Prix Tobias Szpancer du meilleur film de la section "Between Judaism and Israelism" du Festival international du film à Haïfa.
- 2014 - Félix et Meira : Meilleur film, meilleur scénario et meilleure réalisation au Festival du film de Whistler[6]
- 2014 - Félix et Meira : Choisi par Téléfilm Canada pour représenter le pays dans la course aux Oscars[1].